# Analfabetism funcțional
Analfabetism funcțional este o noțiune care se referă la persoanele care știu să citească, dar nu înțeleg ceea ce au citit. Mai precis, o persoană poate să reproducă verbal sau în scris un text, dar nu îl înțelege suficient pentru a-l folosi ca resursă în reușita unei acțiuni sau în performanță. Semnele grafice sunt recunoscute, dar conținutul de idei nu este înțeles decât, eventual, la un nivel foarte superficial.
Prin contrast, există și noțiunea de analfabetism absolut. Conform definiției date de UNESCO în 1958, analfabetă este considerată o persoană care nu a învățat niciodată să scrie și să citească.
Persoanele cu probleme de analfabetism funcțional sunt persoane care au urmat școala și care fie au obținut o diplomă corespunzătoare unui nivel de educație, fie au părăsit școala înainte de a obține o diplomă (abandon școlar), dar care, în ambele situații, nu dețin suficiente competențe de bază.
Un analfabet funcțional nu își acceptă statutul, având tot timpul  păreri bune despre evoluția sa. Efectul Dunning-Kruger care presupune o supraevaluare permanentă, va fi evident la analfabeții funcționali.

## Analfabetismul funcțional în UE
Un raport al Comisiei Europene privind progresele înregistrate în învățământul din UE arăta că 40% dintre români au dificultăți atunci când scriu și citesc și au mari probleme atunci când vine vorba de socotit. Conform statisticilor europene, la acel moment, mai prost decât românii stăteau doar bulgarii, deoarece 41% dintre ei scriau și citeau cu dificultate. Raportul Comisiei Europene mai indica și faptul că rata abandonului școlar în România era în anul 2009 de 16,6%, față de media de 14,4% la nivelul Uniunii Europene. Abandonul școlar în România este fenomen în creștere: aproximativ 400.000 de copii din clasele I-VIII abandonează anual școala.
Un studiu mai recent, privind educația în statele membre, publicat de Comisia Europeană, arată că în România, în 2006 față de 2000, procentul de elevi în vârstă de 15 ani care sunt analfabeți funcțional a crescut de la 41,3% la 53,5%. Prin comparație, în Finlanda doar 4,8% dintre elevii în vârstă de 15 ani au dificultăți în a înțelege ce citesc. După Finlanda urmează Irlanda, cu 12,1% și Estonia, cu 13,6%.
Procentul plasează România pe ultimul loc din țările europene la știința de carte. Înaintea României se află Bulgaria, cu o proporție de 51,1% de tineri care nu înțeleg ceea ce citesc.
În urma testării unui eșantion reprezentativ de aproximativ 15.000 de teste valide efectuate de elevi din clasele I-VIII în perioada aprilie 2022-martie 2023, din toate regiunile țării, s-a constatat că nivelul mediu de literație al elevilor din România este minim funcțional și că doar 11% dintre elevii actuali se găsesc la nivel funcțional de literație, „adică au capacitatea de a localiza, înțelege și sintetiza informația dintr-un text scris”. Totodată, 42% dintre elevii testați se încadrează la nivelul nefuncțional, „ceea ce îi plasează în poziția de analfabetism funcțional”. Trecerea prin școală servește reducerii nivelului de nefuncționalitate „cu doar 3,95% după finalizarea ciclului primar și gimnazial”.

## Cauze generale ale analfabetismului funcțional
Savantul rus de origine basarabeană, academicianul Serghei Petrovici Kapița, remarca faptul că punctul de vârf al exploziei demografice pe Terra a fost în anii 1950-2000. Din 2001 a început o perioadă de stabilizare, pentru ca din 2020 numărul populației Terrei să fie într-un regres continuu, din cauza reducerii considerabile a natalității. Deși poate părea paradoxal, factorul principal care determină această tendință, în plină revoluție informațională, este tocmai criza informațională, deoarece omul a ajuns la limita posibilităților sale de receptare a informației. În mod obișnuit, formarea profesională durează deja până la vârsta de 30 de ani. Limitele receptării au condus la un fenomen nou în țările postindustriale: aproape la 30% din populație se manifestă analfabetismul funcțional. Savantul dă ca exemplu războiul din Irak, în care s-a constatat că o mare parte din ostașii americani nu posedă pe deplin armele intelectualizate.

## Măsuri de reducere a analfabetismului funcțional în UE
Agenda Lisabona Educația și formarea în 2010 a propus un set comun de indicatori de referință („Benchmark”) pentru îmbunătățirea sistemelor de educație în țările membre ale UE. Una din țintele pentru 2010 era ca procentul analfabetismului funcțional la tinerii de 15 ani să scadă cu cel puțin 20% față de anul 2000.

## Situația din România
Tendința din România este exact inversă. De exemplu, în 2010 doar 58,92% dintre cei aproape 22.000 de absolvenți de clasa a XII-a din București au promovat examenul de bacalaureat, ceea ce reprezenta cea mai mică promovabilitate de după 1990. Situația s-a agravat în 2011, când după prima sesiune a bacalaureatului la nivel național au promovat examenul sub 45% dintre candidați, iar 20 de licee din țară nu au avut nici un elev care să promoveze examenul de bacalaureat, pentru ca bacalaureatul din iunie 2012 să reprezinte un dezastru total pentru 54 de licee din România, unde niciun elev nu a reușit să promoveze examenul maturității. În 2023 în aceeași situație au fost 53 de licee. În 2013, rata medie de promovabilitate la examenul de bacalaureat, înainte de rezolvarea contestațiilor, a fost de 55,4%, cu diferențe mari în funcție de filieră: 76,81% a fost rata de promovabilitate la filiera Teoretică, 66,44% la cea Vocațională și 34,3% la cea Tehnologică.
În urma unor teste de specialitate, s-au decelat 5 niveluri de pregătire a elevilor români la terminarea studiilor medii:
- 10% din elevi nu au capacitatea de a lectura un text.
- 35% dintre elevi nu au capacitatea de a înțelege textul citit.
- 25% dintre elevi nu au capacitatea de a face conexiuni între informația nouă, adusă de text, și informațiile dobândite anterior.
- 10% dintre elevi nu au capacitatea de a formula un punct de vedere, preferând să preia un punct de vedere enunțat de o autoritate, un profesor sau un critic.
- 10% dintre elevi, care au un punct de vedere propriu, nu au capacitatea de a-l exprima oral sau în scris.

Concluzia testelor a fost că numai 10% din elevi trec testul, fiind pregătiți pentru o viață profesională normală.

### Cauze
Opinia specialiștilor este că România are această situație dezastruoasă deoarece principala metodă de învățare a elevilor români este memorarea cerută elevilor de un sistem educațional axat predominant pe memorare în defavoarea înțelegerii conceptelor prezentate de programele didactice. Ca urmare, elevii nu au capacitatea de a face corelații între secvențele de informație cuprinse într-un text.[nefuncțională]

Mai există și explicația următoare: dezvoltarea vocabularului, a comunicării verbale și nonverbale, a gândirii logice, se petrec la vârste foarte mici, începând de la câteva luni. În acestă etapă de dezvoltare a copilului, considerată ca fiind cea mai importantă, în sistemul de educație finlandez, copilul este asistat de educatori cu înaltă calificare, atent selecționați dintre absolvenții de studii superioare, cu 4-5 ani de pregătire psiho-pedagogică riguroasă. În schimb, în România analfabetismul funcțional este prezent prin existența unor absolvenți cu diplomă, dar slab pregătiți din lipsa cadrelor didactice calificate.
Cercetări efectuate în România în cadrul comunității rome, finalizate în 2002, constatau că aproape 12% dintre copiii romi în vârstă de 7 - 16 ani au întrerupt școala înainte de finalizarea învățământului obligatoriu, iar 18% sunt neșcolarizați. În total, peste 80% dintre copiii neșcolarizați sunt romi și 38,6% dintre romi sunt analfabeți funcțional. Aceste rezultate erau mult mai optimiste decât cele ale studiului Comisiei Europene.
Situația își are originea și în criteriile de admitere la liceu. În 2012, peste 58.000 de elevi au intrat la liceu cu medii sub 5. Ei reprezintă 34% dintre elevii intrați la liceu, mulți dintre cei admiși în clasa a IX-a având media 2. Dublu față de 2011. Practic, toți aceștia au devenit liceeni fără carte, cu șanse mici de a trece bacalaureatul peste 4 ani.
În acest sens, un inspector școlar, purtător de cuvânt al Inspectoratului Școlar București, declara:
La Colegiul Letea (Bacău) s-a intrat în liceu cu 3,58, la Grupul Școlar din Fieni (Dâmbovița) cu 3,32, iar la Mărăcineni (Argeș) s-a intrat într-a noua cu 3,52. De aici, elevul merge târâș-grăpiș până într-a XII-a, unde termină cu un 5. La Bac se copiază și apoi facultățile particulare îi primesc cu brațele deschise. Termină facultatea la fel, plătind doar taxele și apoi absolvenții nu sunt buni de nimic. De ce trebuie să alimentăm sistemul universitar cu semianalfabeți?.
Conform studiului PISA 2012, publicat la 1 decembrie 2013, aproape 40% dintre elevii români au dificultăți să citească și să înțeleagă un text și pot rezolva doar exerciții elementare la matematică. Studiul, care a fost realizat pe 510 000 elevi în vârstă de 15 ani din 65 de țări, mai arată că elevii români sunt cel mai puțin motivați dintre copiii care au luat parte la cercetare, la mare distanță de toți ceilalți. Cu cei 40% de elevi aflați în situația de analfabetism funcțional, România este aproape ultima din UE, fiind urmată doar de Bulgaria.
Pentru perioada 2006-2015 s-a remarcat o tendință de ușoară scădere a procentului elevilor cu performanțe sub nivelul 2, considerat nivelul de bază necesar a fi atins de către un tânăr de 15 ani până la finalizarea învățământului obligatoriu, pentru a putea funcționa eficient în societatea cunoașterii: 2006 - 46,9%, 2009 - 44,4%, 2012 - 37,3% și 2015, 35%. Rezultatele testului PISA 2018 arată că procentul de analfabetism funcțional al tinerilor din România era de 44%, în medie, în creștere față de 2015.
Prof. univ. dr. Nicolae Zamfir, președintele Societății Române de Fizică și membru corespondent al Academiei Române, afirmă că:
Marea problemă a învățământului românesc constă în faptul că elevul nu înțelege utilitatea materiei pe care trebuie să o învețe. Astfel că „analfabeții funcțional” sunt rezultatul unui sistem de învățământ în care teoria nu a fost niciodată legată cu practica.
Ca efecte ale lipsei de studiu sistematic, în tratarea subiectelor la bacalaureatul din 2015 s-au sesizat următoarele aspecte: lipsa de logică în tratarea unor subiecte de examen, stăpânirea în insuficientă măsură a tuturor tipurilor de limbaje, un orizont limitat de cultură, absența motivației și deprinderii de a se informa.

### Șomajul cauzat de analfabetismul funcțional
Mai bine de trei sferturi dintre șomerii din mediul rural sunt aproape analfabeți: peste 15% dintre ei sunt analfabeți, 20% dintre ei au clasele primare și 40% au reușit să facă școala generală. Șomerii de la sate reprezintă 60% din totalul celor aflați în evidențe, iar nivelul lor de pregătire scăzut face dificilă recalificarea în meserii cerute pe piața muncii.

### Analfabetismul matematic
Academicianul Prof. Solomon Marcus remarca următoarele despre efectul structurii programei școlare preuniversitare în generarea analfabetismului funcțional matematic:
Așa cum este concepută astăzi, programa școlară conduce la o educație matematică defectuoasă încât putem ajunge (dacă nu cumva am ajuns!) la ceea ce se numește „analfabetism matematic”.

## Analfabetismul funcțional în afara Uniunii Europene
În 2005, Instituto Brasileiro de Opinião Pública e Estatística (Institutul brazilian de sondare a opiniei publice și de statistică) a comunicat că în Brazilia 68% din populația cu vârsta de peste 15 ani este analfabetă funcțional, iar 7% se încadrează la  analfabetism absolut. De aici rezultă că în anul 2005, 75% din populația Braziliei nu era capabilă să stăpânească deplin scrisul, cititul și operațiile matematice uzuale.

## Alfabetizarea funcțională
Opusul noțiunii de analfabetism funcțional este un nou concept, cel de alfabetizare funcțională. Spre deosebire de alfabetizare, care se referă strict la obținerea abilității (capacității) de a scrie și de a citi,  conceptul de alfabetizare funcțională se referă, între altele, la dobândirea de abilități de lucru cu calculatorul, abilități de a folosi elementele de bază ale infrastructurii bancare, permis de conducere auto sau cunoașterea cel puțin a unei limbi străine de circulație internațională.